# 斯里納格爾烏帕齊拉
斯里納格爾乌帕齐拉是孟加拉国蒙希甘傑縣的一个乌帕齐拉，位於達卡专区的蒙希甘傑縣。。

## 人口
據1991年孟加拉國人口普查，斯里納格爾共有戶數36,344戶，人口205,797人。其中男性佔比49.88%，女性佔比50.12%；成年人口99,514人。該地7歲以上人口之平均識字率為39.1%，高於全國平均值（32.4%）。